# Rapporto di minoranza e altri racconti
Rapporto di minoranza e altri racconti è una raccolta pubblicata in Italia nel 2002 di cinque tra i più famosi racconti brevi dello scrittore di fantascienza Philip K. Dick. Dai primi quattro sono state tratte varie trasposizioni cinematografiche. L'antologia, oltre ai racconti, contiene un'introduzione all'universo di Dick e nella parte finale un'intervista rilasciata dallo scrittore.

## Racconti
- Rapporto di minoranza, da cui è stato tratto il film Minority Report
- Impostore, da cui è stato tratto Impostor
- Modello Due, da cui è stato tratto Screamers - Urla dallo spazio
- Ricordiamo per voi, da cui è stato tratto Atto di forza
- La formica elettrica

## Edizioni
- Philip K. Dick, Rapporto di minoranza e altri racconti, traduzione di Paolo Prezzavento, foto del film Minority Report in copertina, collana Tascabili Immaginario Fanucci, Roma, Fanucci Editore, 2002,  p. 234, ISBN 88-347-0888-1.